# Zólyomjánosi
Zólyomjánosi (szlovákul: Jánošovka) Feketebalog településrésze Szlovákiában, a Besztercebányai kerületben, a Breznóbányai járásban.

## Fekvése
Breznóbányától 10 km-re délkeletre, Feketebalog központjától 1 km-re keletre, a Fekete-Garam partján fekszik.

## Története
A trianoni diktátumig Zólyom vármegye Breznóbányai járásához tartozott.

## Nevezetességei
A Boldogságos Szűz Mária királynő tiszteletére szentelt római katolikus temploma.

## Külső hivatkozások
- Zólyomjánosi Szlovákia térképén
- Az alapiskola honlapja

## Lásd még
- Feketebalog
- Dobrocs
- Karám
- Medvés
- Pusztás
- Vidrás